# 폴린 데이비스톰슨
폴린 엘라인 데이비스톰슨(영어: Pauline Elaine Davis-Thomson, 1966년 7월 9일 ~ )은 바하마의 전직 육상 선수이다. 그녀는 올림픽에 5번 출전했다. 그녀는 자신의 4번째 올림픽에서 첫 메달을 땄고 34세의 나이로 2000년 시드니 올림픽 400m 계주에서 첫 금메달을 땄다. 매리언 존스가 9년후 뒤늦게 실격 처리되면서 그녀는 2000년 시드니 올림픽 200m에서 금메달을 딴것으로 간주되었다.

## 경력
그녀는 1995년 세계 육상 선수권 대회 400m에서 은메달을 획득했다.
그녀는 1996년 애틀란타 올림픽에서 뛰었고 아슬아슬하게 400m에서 메달을 놓쳤지만, 400m 계주에서 은메달을 따기위해 바하마 대표팀을 도왔다. 그녀는 1999년 세계 선수권 대회에서 자신의 첫 금메달을 땄다.
그녀는 2000년 시드니 하계 올림픽 200m와 400m 계주에서 모두 금메달을 획득했다. 그녀는 원래 여자 200m에서 매리언 존스 뒤에서 2위를 했지만, 2007년 10월에 존스는 금지 약물을 복용했다고 자백했고 실격 처리되었다. 2009년 12월 9일에 데이비스톰슨은 마침내 금메달을 따게 되었다.
은퇴한후, 그녀는 2007년에 IAAF 위원회에 선출되었다.

## 개인 생활
그녀는 자메이카의 올림픽 허들 선수 마크 톰슨과 결혼했다.